# إيلتر تركمان
إيلتر تركمان (8 نوفمبر 1927 - 6 يوليو 2022)، هو دبلوماسي وسياسي تركي. شغل منصب وزير خارجية تركيا بين سنتي 1980 و1983.

## وفاته
توفي في 6 يوليو 2022 عن عمر يناهز 94 عامًا في إسطنبول.